# Versailles (gruppo musicale giapponese)
I Versailles (Versailles?) sono un gruppo musicale power metal giapponese. Per via dell'esistenza di una musicista statunitense con lo stesso nome d'arte, la band è nota negli U.S.A. ed in generale fuori dalla madre patria col nome di Versailles -Philharmonic Quintet-.
Appartengono alla corrente yōshikibi (様式美?), caratterizzata da un metal molto melodico influenzato dalla musica classica nonché dall'estetica neoclassica o medievale europea, in linea con artisti occidentali quali Yngwie Malmsteen, Rhapsody of Fire e Stratovarius.

## Storia del gruppo

### 2007: Formazione
Nel marzo 2007 i Versailles erano formati da KAMIJO (ex LAREINE), HIZAKI (ex SULFURIC ACID) e Jasmine You (ex Jakura). Più tardi, TERU (ex Aikaryu, che però fu ritenuto membro di supporto poiché lo scioglimento della sua band era ancora in corso) e YUKI (ex Sugar Tip), che furono consigliati dal proprietario della live house di Meguro Rockmaykan (鹿鳴館 Rokumeikan?)., entrarono nella band. HIZAKI, Jasmine You e TERU avevano precedentemente suonato assieme nell'HIZAKI grace project.
KAMIJO e HIZAKI crearono il concetto di "Versailles" nell'autunno del 2006, e passarono sei mesi radunando i membri a cui esprimerlo. Il loro concetto di "band" è "l'assoluta youshikibi (forma di bellezza) del suono e gli estremi dell'estetismo."
Il 30 marzo 2007, furono annunciati i dettagli della band. Registrarono materiale promozionale attraverso internet, caricandolo sulla loro pagina MySpace inglese, e parteciparono ad alcune interviste di stampe straniere.
Fecero la loro prima apparizione con un programma il 23 giugno, seguiti dalla loro prima performance il 24. Il 26 parteciparono ad un evento organizzato da KAMIJO alla LIQUID ROOM (リキッドルーム Rikiddo Rūmu?).In quei giorni distribuirono anche il loro primo singolo e il loro primo DVD del singolo The Revenant Choir.
Il 19 luglio, a un concerto per il compleanno di KAMIJO, TERU annunciò di essere finalmente diventato un membro a tutti gli effetti dei Versailles.
Il 31 agosto, sul palco di un evento live intitolato The Red Carpet Day e organizzato dalla band stessa, i Versailles firmarono un contratto con la tedesca CLJ Records label per la pubblicazione del loro primo mini album, Lyrical Sympathy il 31 ottobre in Europa; la distribuzione sul suolo nazionale venne invece affidata alla label di KAMIJO Sherow Artist Society.
L'uscita dell'album venne promossa in Giappone dal primo tour nazionale dei Versailles (in collaborazione con Kaya e Juka) La loro canzone The Love From A Dead Orchestra apparì anche su una compilation distribuita dalla Sony BMG in Germania il 9 novembre, chiamata Tokyo Rock City.

### 2008: NOBLE
Nel 2008 i Versailles fecero la loro prima apparizione in Europe e negli USA. In marzo e aprile la band si esibì assieme ai Mantenrou Opera attorno all'Europa con concerti in Francia, Spagna, Germania, Finlandia e Svezia. Il 3 maggio si esibirono all'evento "hide Memorial Summit" (per celebrare i 10 anni dalla morte di Hide)allo Statio di Ajinomoto davanti a 30.000 persone, assieme agli X Japan, i Luna Sea, i Mucc e i Marbell. Tre giorni dopo i Versailles suonarono al loro primo oneman live alla UNIT di Daikanyama registrando il tutto esaurito. Successivamente furono invitati dalla Tainted Reality per esibirsi il 30 maggio al progetto A-Kon a Dallas (Texas) a cui parteciparono più di 3.000 persone e il 3 giugno al Knitting Factory a Los Angeles (California) per il loro debutto americano, in cui si registrò il tutto esaurito.
Il 9 luglio 2008 i Versailles pubblicarono digitalmente il loro primo album completo, NOBLE, esclusivamente per iTunes Music Stores. Il 16 luglio uscì il CD in Giappone e il 30 nel resto del mondo.
La casa discografica dei Versailles annunciò, il 19 agosto, che avevano ricevuto notizie di un musicista americano che utilizzava già il nome "Versailles"; la band fu spinta a creare un nuovo nome promozionale per poter fare altri tour in America, quindi invitarono i fans a unire le idee. Il 14 settembre la band annunciò sul proprio sito che il nuovo nome della band per gli USA era quello di "Versailles -Philharmonic Quintet-", ma negli altri Paesi sono ancora noti solamente come Versailles.
PRINCE fu la prima canzone registrata sotto il loro nuovo nome, e fu disponibile con un download gratuito. Uscì il singolo PRINCE & PRINCESS. I Versailles tornarono in America per l'evento Anime USA a Crystal City (Virginia) l'11 ottobre e per un concerto al New York City's Knitting Factory il 13 ottobre. Nel mese di novembre i Versailles girarono il Giappone con il loro primo oneman tour nazionale, con tappa finale il 23 dicembre alla C.C. Lemon Hall (C.C.レモンホール C.C. Remon Hōru?) (commercializzato successivamente su DVD). Al concerto i Versailles annunciarono che sarebbero debuttati come major sotto la Warner in conclusione a un ulteriore tour primaverile da marzo a maggio 2009 intitolato Last Indies Tour -The Fragment Collectors-.

### 2009: Debutto da Major e morte di Jasmine You
Il loro singolo di debutto sotto l'etichetta major, ASCENDEAD MASTER, fu pubblicato il 24 giugno 2009 in tre versioni limitate contenenti i frammenti di un cortometraggio partecipante gli stessi Versailles. Due eventi speciali vennero organizzati inoltre a Tokyo e Osaka per i fans che avevano acquistato le tre edizioni. I Versailles tennero il loro ultimo tour da band indipendente fra il 26 marzo e il 9 maggio (erano in gran parte eventi gratuiti per promuovere la scena visual kei indipendente. L'accesso fu infatti libero soltanto a chi aveva acquistato dei dischi visual kei in alcuni negozi che decisero di collaborare con l'iniziativa. Ad alcuni eventi suonarono gli stessi Versailles come ospiti segreti.) Questa serie di eventi venne intitolata The Fragment Collectors ("I collezionisti di frammenti").
Ulteriori eventi come l'"Anthology of Revolution" marcarono i loro ultimi concerti, concludendo con 5 notti consecutivi al Meguro Rock May Kan. Essendo un piccolo locale dalla capienza di circa duecento persone, vennero organizzati cinque concerti consecutivi dal 17 al 21 luglio. Il primo concerto venne riservato ai fans stranieri, il secondo ai fans di sesso maschile, il terzo ai fans di sesso femminile. Per i restanti due concerti non ci furono limiti per la partecipazione e i biglietti esaurirono a un minuto dall'inizio delle prevendite.
L'ultimo live definitivo da indie ebbe luogo il 21 giugno 2009. Annunciarono inoltre che non avrebbero più suonato live fino all'uscita del loro nuovo album, tuttavia un concerto venne fissato per l'11 agosto a un evento organizzato dalla Fuji Television ad Odaiba.
Il 3 agosto i Versailles parteciparono come ospiti segreti al festival visual kei SCUBER DIVE 09. Jasmine You non partecipò tuttavia all'evento a causa di problemi di salute non specificati che lo costrinsero a cancellare anche la sua apparizione al concerto dell'11 agosto ad Odaiba. Pochi giorni dopo venne reso noto che le sue condizioni erano così critiche da impedirgli di partecipare alle registrazioni del nuovo album.
Nella mattina del 10 agosto venne annunciato sul sito ufficiale della band che Jasmine You era deceduto la notte precedente, all'età di 30 anni, e che di conseguenza tutte le attività dei Versailles programmate fino a quel momento sarebbero state cancellate. Le reali cause della morte non furono mai svelate, l'accaduto venne generalizzato come "causato da una malattia degenerativa", ma vennero avanzate varie ipotesi dai fans scatenate soprattutto dal fatto che i genitori di Jasmine You non vollero che i membri della band partecipassero al suo funerale.
Una settimana dopo i rimanenti quattro membri annunciarono di voler continuare con la band dopo un periodo di pausa non specificato. Quella di continuare il progetto dei Versailles era, secondo molti, una promessa stretta fra i membri e Jasmine You. Il 22 settembre i fans ebbero l'occasione di donare fiori a Jasmine You a una mostra organizzata dai Versailles in suo onore.
Il 25 ottobre i Versailles suonarono un breve set alla prima edizione del V-ROCK FESTIVAL, adottando Yo dei Mantenrou Opera come bassista di supporto, e il 7 dicembre presero parte al programma musicale della NHK MUSIC JAPAN (trasmessa il mese successivo).

### 2010: JUBILEE
Il ritorno effettivo sulle scene della band avvenne tuttavia nel gennaio del 2010 con l'uscita di un nuovo album e un tour mondiale che vide i Versailles impegnati dal 28 febbraio al 4 settembre in Giappone, in Europa e in Sud America.
Il 4 gennaio 2010 tennero un evento chiamato "Jasmine You -Memorial Ceremony-" al Shibuya O-East, assieme a Kaya e ai Mantenrou Opera. Il 20 gennaio uscì il loro album major intitolato "JUBILEE" e la band annunciò un tour mondiale chiamato Methods of Inheritance che cominciò il 28 febbraio a Yokohama.
Come bassista di supporto per il tour venne incaricato Masashi, un membro della band di Cosmo e Közi. Il primo marzo aprì i battenti il fanclub ufficiale Descendant of Rose. La tappa finale del tour, in Giappone, finì con due concerti finali chiamati -JUBILEE-, uno al Midou Kaikan ad Osaka il 18 aprile e uno al JCB Hall di Tokyo il 30 aprile 2010; questi due concerti videro anche la partecipazione di un coro.
La band viaggio in America Latina con concerti in Brasile, Cile, Argentina, Peru e Messico e in Europa con concerti in Norvegia, Russia, Finlandia, Inghilterra, Spagna, Francia, Paesi Bassi, Germania e Ungheria, prima di ritornare in Giappone. Il "-Grand Final-" del tour ebbe luogo il 4 settembre 2010 alla C.C. Lemon Hall. A questo evento venne annunciato che Masashi era diventato sesto membro ufficiale dei Versailles, poiché Jasmine You era da quel momento citato come "eternal member".
Venne annunciata l'uscita delle versioni live di Lyrical Sympathy e NOBLE il primo settembre, anche se le canzoni erano già state registrate il 23 dicembre 2008 durante il loro final tour Chateau de Versailles al C.C. Lemon Hall, lo stesso concerto che apparì nel DVD Chateau de Versailles. Lyrical Sympathy -Live- contiene la bonus track SFORZANDO -Original Version- mentre NOBLE -Live- non contiene To The Chaos Inside o Episode.
Il singolo successivo fu distribuito in tre versioni: due edizioni limitate (type A e B) e un'edizione regolare. Il singolo, intitolato DESTINY -The Lovers-, fu pubblicato il 27 ottobre 2010. Nel tardo novembre, la Panasonic trasmette un sommario di uno dei concerti dei Versailles in 3D in più di 8.000 negozi giapponesi. Il concerto era il "World Tour 2010 "Method of Inheritance" - JUBILEE-, registrato al JCB Hall a Tokyo il 30 aprile 2010. Alcuni fans ebbero l'occasione di ricevere un'uscita anticipata del concerto 3D al Panasonic Center di Ariake (Giappone) dall'8 al 14 novembre.

### 2011: Holy Grail
A partire dal 17 gennaio 2011 andò in onda su TV Kanagawa e Mainichi Broadcasting System un mini-drama in dieci puntate che vide protagonisti i Versailles e l'attrice Rina Koike, intitolato Realizzate il mio desiderio, Versailles! (おねがいかなえてヴェルサイユ! Onegai kanaete Berusaiyu!). La sigla del drama fu Philia, il nuovo singolo dei Versailles, commercializzato il 15/16 marzo 2011.
Il 4 giugno 2010 la band tenne un concerto in Italia, a Cava de' Tirreni (Salerno), in occasione dell'evento anime Cavacon.
La band si chiuse in studio ancora una volta per registrare il loro nuovo album da major, intitolato Holy Grail, in tre edizioni, il 15 giugno. L'album include MASQUERADE, sigla del film Vampire Stories: Brothers e Vampire sigla del film Vampire Stories: Chasers per cui KAMIJO aveva prodotto le musiche.
La band iniziò il suo secondo tour mondiale, appunto intitolato Holy Grail, il 31 luglio a Kyoto. Questo tour li portò ad Hong Kong e Taiwan a settembre, poi in Europa (Russia, Inghilterra, Spagna, nuovamente in Italia a Roma il 6 ottobre, Austria, Polonia, Germania e Francia) e in America Latina (Messico, Colombia, Venezuela, Brasile, Uruguay, Argentina, Chile) a novembre.

### 2012: Singoli celebrativi, quarto album e scioglimento
Dopo un tour di 7 mesi conclusosi il 12 gennaio, i Versailles hanno annunciato l'uscita di due nuove canzoni, suonate inaspettatamente durante il tour stesso. Il singolo chiamato Rhapsody of the Darkness, le cui canzoni sono appunto Rhapsody of the Darkness e Illusion, è stato pubblicato il 25 aprile, e l'omonima canzone è stata anticipatamente suonata in un programma radio.
I testi sono composti da KAMIJO e le musiche da HIZAKI. Il singolo è disponibile solamente in versione digitale.
Per la data del 4 luglio è stata annunciata l'uscita di un nuovo singolo per celebrare il quinto anniversario della band, intitolato ROSE , contenente due inediti, la versione giapponese di Love will be born again e un remake di The Red Carpet Day. Per il singolo è prevista anche una versione DVD contenente delle performance live dell'appena concluso world tour.
Lo scioglimento
Il 20 luglio 2012 la band annuncia L'uscita del loro ultimo album, intitolato "Versailles", per la data del 26 settembre 2012.
Dopodiché, la band si scioglierà (ufficialmente si tratta di una pausa a tempo indeterminato), esibendosi per il loro concerto di addio il 20 dicembre 2012 al NHK Hall di Tokyo

### 2013: Progetti post scioglimento
Dopo lo scioglimento dei Versailles, Kamijo annuncia l'inizio della sua carriera solista. Il singolo di debutto,"Louis", previsto per il 28 agosto 2013, vedrà vari ospiti, tra i quali i membri dei Versailles e dei Lareine.
I rimanenti quattro membri dei Versailles, Hizaki, Teru, Yuki e Masashi, formano con un nuovo vocalist, Zin, i Jupiter, un progetto stilisticamente simile ai Versailles, che pubblicherà il singolo di debutto, Blessing of the Future, il 24 luglio 2013.

### 2015: Reborn
Il 28 dicembre 2015 i Versailles si esibiscono, per la prima volta dopo più di 3 anni dall'inizio dello hiatus e durante il Gran Finale del tour solista di Kamijo, con una set-list comprendente le tracce The Revenant Choir, God Palace method of Inheritance-, Aristocrat's Symphony, Ascendead Master. Prima dell'esibizione avviene la cerimonia di rinascita della band, trasmessa in diretta mondiale. Viene allora annunciato che la band riprenderà completamente le attività nel 2016, con un release musicale prevista in estate e due live programmati: uno a Giugno per festeggiare i 9 anni dalla formazione della band, e uno per il 7 agosto.

## Formazione

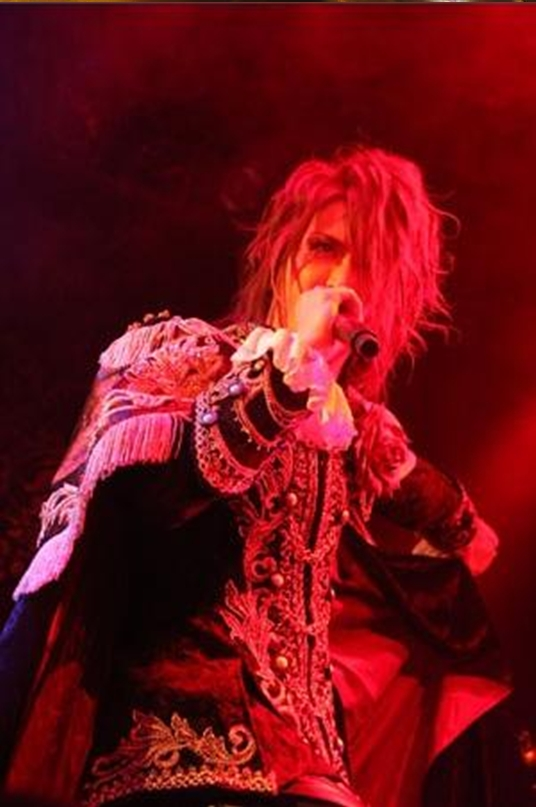
KAMIJO in concerto.

- KAMIJO (KAMIJO?), vero nome Yūji Kamijō (上城 祐之?), 19/07/1975, sangue di gruppo 0 - voce
- HIZAKI (HIZAKI?), vero nome Masaya Kawamura, 17/02/1979, sangue di gruppo AB - chitarra
- TERU (TERU?), 10/04/?, sangue di gruppo 0 - chitarra
- MASASHI (MASASHI?), vero nome Masashi Miwa (三輪 昌史?), 25/04/?, sangue di gruppo 0 - basso dal 28/02/2010, ufficialmente componente della band dal 04/09/2010
- YUKI (YUKI?), 18/02/?, sangue di gruppo A - batteria

### Ex componenti
- Jasmine You (Jasmine You?), vero nome: Kageyama Yuuichi, 08/03/1979~09/08/2009, sangue di gruppo B - basso, citato come "eternal member"

### Cronologia
- KAMIJO: → Bijireiku → LAREINE[7] → NEW SODMY → LAREINE → Node of Scherzo → Versailles
- HIZAKI: GARNET GRAVE → Crack Brain → Schwardix Marvally → BURNING FIRE → SULFURIC ACID → HIZAKI grace project → Node of Scherzo → Versailles
- TERU: 藍華柳～Aikaryu～ → HIZAKI grace project, Versailles
- MASASHI: Diza ware → Ash → CRAZY Bom. (supporto) → Red Carpet → CODE → COSMOS  → Közi (supporto) → Versailles
- YUKI: amnion → THE POD → SugarTrip → alively sanctuary → Versailles
- Jasmine You: 雀羅 -jyakura- → HIZAKI grace project → Node of Scherzo → Versailles → deceduto

## Discografia
Album in studio
- 2008 - Noble
- 2010 - Jubilee
- 2011 - Holy Grail
- 2012 - Versailles